# Выголексинский сборник
Выголе́ксинский сборник — славянская рукопись XII века галицко-волынского происхождения. Находится в собрании Российской государственной библиотеки.

## История
Рукопись была создана в конце XII века в Галицко-Волынском княжестве. Согласно записи XIII века её владелец инок Феофил завещал сборник Новгородскому Юрьевому монастырю. Попадание рукописи в новгородские земли связывают с архиепископом Антонием или кем-то из его окружения. В XVII веке сборник продолжал находиться в Юрьевом монастыре. Затем в конце XVII века он попал в библиотеку старообрядческой Крестовоздвиженской соборной часовни Выголексинского общежительства от которого и получил своё название.
Из Выголексинского общежительства в 1862 году рукопись под расписку взял олонецкий губернатор А. А. Философов, который передал её секретарю Российского императорского археологического общества Д. В. Поленову. Поленов сделал первое научное сообщение о сборнике и в 1878 году Выголексинский сборник поступил в библиотеку Московского публичного и Румянцевского музеев.
В 1977 году рукопись была издана наборным способом с греческими параллельными текстами.

## Состав
Выголексинский сборник содержит древнейшие славянские списки житий святителя Нифонта Кипрского (в краткой редакции) и преподобного Феодора Студита. Кроме них в состав сборника входит начало апокрифического поучения, вписанного в рукопись в XIII или XIV веке. Житие Феодора Студита относится к болгарским переводам X века. Перевод был отредактирован русскими книжниками, что подтверждается присутствием восточнославянской лексики.
Сборник написан на листах пергамена размером 19,1 на 14,3 см и состоит из 171 листа. Все они за исключением двух написаны одним анонимным писцом. Из украшений в рукописи находятся две зооморфные заставки: старовизантийского стиля и плетёная. Они выполнены чернилами и нераскрашены.